# Nick Clegg
Sir Nicholas William Peter Clegg, detto Nick (Chalfont St. Giles, 7 gennaio 1967), è un politico britannico, leader dal 18 dicembre 2007 al 2015 del partito Liberal Democratico.
Dall'11 maggio 2010 al 2015 è stato il vice primo ministro del Regno Unito, in una coalizione che comprendeva il suo partito e quello Conservatore. È figlio di un banchiere. Dopo essersi diplomato alla Westminster School di Londra, Clegg ha studiato archeologia e antropologia al Robinson College di Cambridge; ha perfezionato i suoi studi alla University of Minnesota e al Collegio d'Europa. È sposato con Miriam González Durántez, avvocata spagnola: la coppia ha tre figli.
Nell'ottobre 2018 Nick Clegg è stato nominato vice presidente degli affari globali e della comunicazione di Facebook.

## Biografia
Da giovane ha ricoperto un incarico presso la commissione europea a Bruxelles. Successivamente è stato giornalista per il settimanale The Nation.
Il primo importante successo elettorale di Clegg è stato come consigliere nell'East Midlands, incarico ricoperto dal 1999 al 2004. In seguito è stato eletto parlamentare nel collegio di Sheffield Hallam nelle elezioni del 2005, e quindi nel 2006 è diventato il portavoce del partito per la politica interna. Dopo la breve permanenza di Menzies Campbell alla guida del partito, seguita alle dimissioni di Charles Kennedy, Clegg gli è succeduto nel dicembre 2007, vincendo la concorrenza di Chris Huhne.
Il 30 gennaio 2008 è stato nominato membro del Consiglio Privato di Sua Maestà.
Ha scritto diversi libri di argomento politico.

## Carriera politica

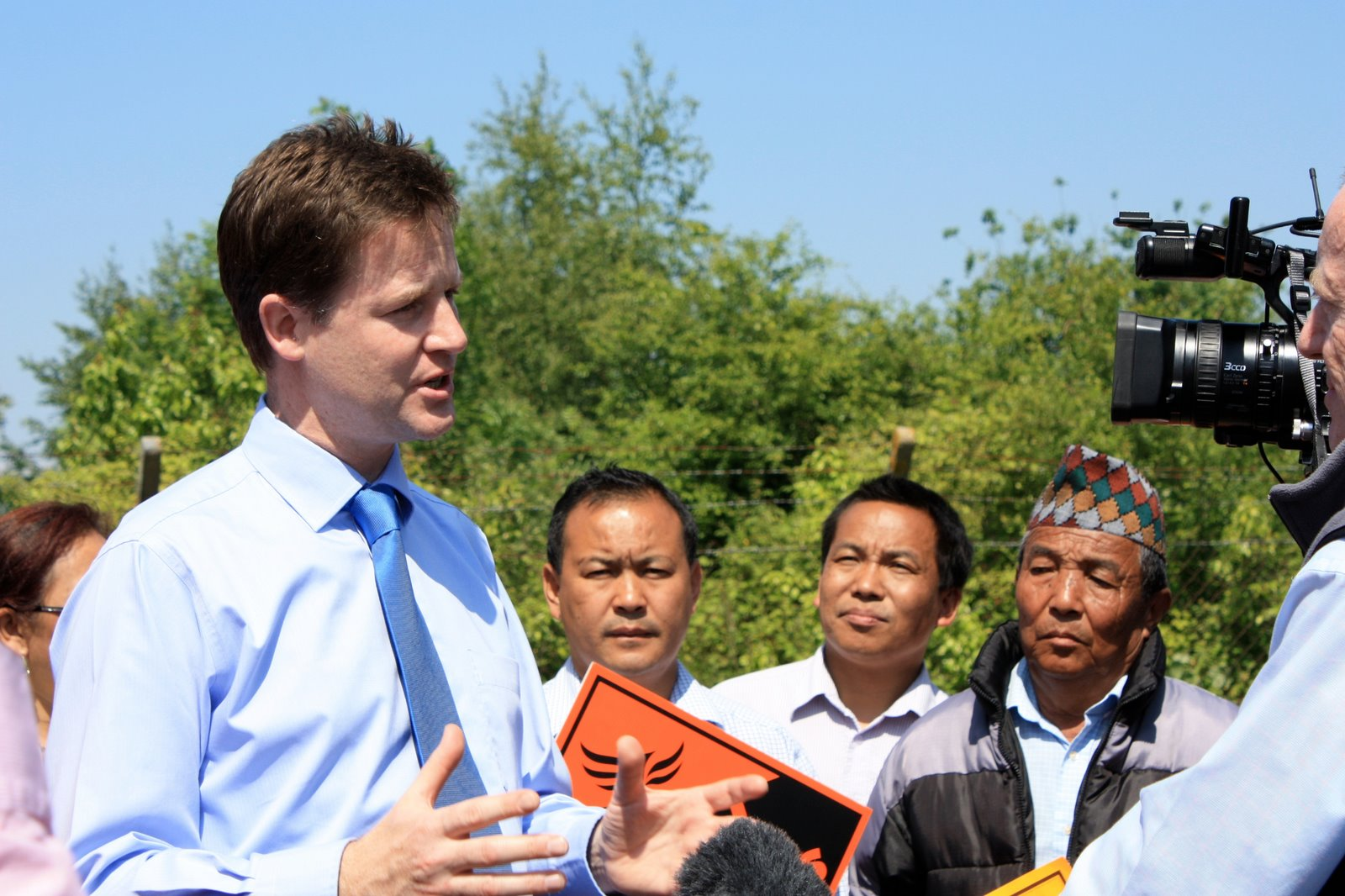
Nick Clegg nel 2009.

Nel 1993, Clegg ha ricevuto il David Thomas Award dal Financial Times. Fu il primo destinatario e fu inviato in Ungheria, dove scrisse articoli sulla privatizzazione di massa delle industrie nell'ex blocco comunista.
Nell'aprile 1994 ha preso una posizione nella Commissione europea per lavorare nel programma TACIS. Per due anni è stato responsabile dello sviluppo di programmi di assistenza diretta, del valore di 50.313 milioni di euro, in Asia centrale e nel Caucaso. È stato coinvolto in negoziati con la Russia sui diritti di sorvolo delle compagnie aeree e ha lanciato una conferenza a Tashkent nel 1993, che ha fondato TRACECA - il corridoio di trasporto dell'Europa, del Caucaso e dell'Asia, noto anche come « Nuova via della seta ». Il commissario al commercio di Leon Brittan ha offerto a Clegg un lavoro nel suo ufficio privato, come consulente per l'Unione europea e scrittore di discorsi. Come parte di questo ruolo, Clegg era responsabile della squadra della CE nei negoziati di adesione tra Cina e Russia all'Organizzazione mondiale del commercio.

### Membro del Parlamento europeo (1999-2004)
Clegg è stato scelto come eurodeputato liberaldemocratico nella regione delle East Midlands nel 1998. Dopo la sua elezione nel 1999, è stato il primo deputato liberale eletto nella regione delle East Midlands dal 1931.
Clegg ha lavorato durante il suo mandato come deputato al Parlamento europeo per sostenere il partito nella regione. Ha co-fondato la Campagna per la riforma parlamentare, durante la quale ha chiesto riforme nella spesa e responsabilità nei confronti del Parlamento europeo. È stato eletto portavoce per il commercio e l'industria del Partito europeo delle riforme liberaldemocratiche (ELDR) e ha portato alla legislazione "unbundling loop" (l'apertura delle reti telefoniche europee per la concorrenza).
Clegg ha lanciato una campagna contro il disboscamento illegale e ha scritto una relazione in cui si sosteneva che l'Organizzazione mondiale del commercio (OMC) dovrebbe consentire un embargo sul legname illegale. Clegg ha lavorato con il suo collega Chris Davies sulla legislazione per vietare i cosmetici sperimentati negli animali.
Ha inoltre collaborato con i membri verdi sulla legislazione per la liberalizzazione del settore energetico dell'UE, sostenendo che la liberalizzazione è uno strumento fondamentale per promuovere una maggiore efficienza energetica e sostenibilità.
Clegg ha deciso di lasciare Bruxelles nel 2002, sostenendo che la battaglia per convincere il pubblico dei benefici dell'Europa era condotta a casa, non a Bruxelles.
Clegg ha lavorato in partnership con Allan per tutta la campagna di Sheffield Hallam e ha vinto il seggio alle elezioni generali del 2005 con oltre il 50% dei voti e una maggioranza di 8 682.
Dopo la sua elezione, Clegg è stato promosso dal leader Charles Kennedy come portavoce del partito in Europa, concentrandosi sulla preparazione del partito per il referendum sulla Costituzione europea e sulla funzione di viceministro degli esteri Menzies Campbell. Dopo le dimissioni di Charles Kennedy nel gennaio 2006, Clegg fu presentato come possibile candidato alla leadership. Tuttavia, fu rapido a dichiarare il suo sostegno a Sir Menzies Campbell, che vinse le elezioni.

### Leader del Partito Liberal Democratico

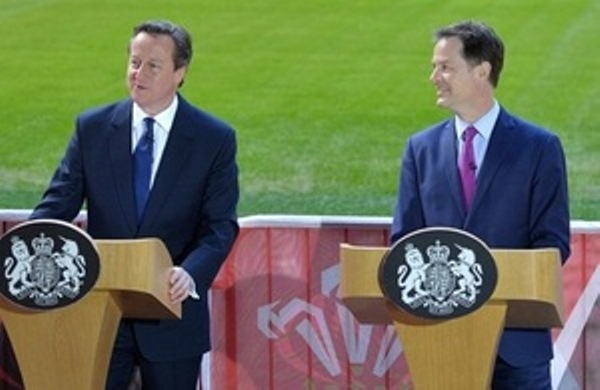
Nick Clegg e David Cameron mentre annunciano la formazione della coalizione di governo.

Dopo le elezioni per la leadership del 2006, Clegg è stato promosso portavoce per gli affari interni.
Dopo le dimissioni di Campbell, Clegg è stato considerato da gran parte dei media come il principale candidato alle elezioni presidenziali.
Nel suo discorso di accettazione dopo la sua vittoria nella corsa alla leadership, Clegg si è dichiarato "liberale per temperamento, istinto ed educazione" e crede che la Gran Bretagna sia "un luogo di tolleranza e pluralismo". Ha affermato che le sue priorità sono: difendere le libertà civili e proteggere l'ambiente.
Recentemente ha sostenuto "l'interventismo liberale", sostenendo che "l'invasione ingiustificata dell'Iraq" non dovrebbe indebolire il sostegno a favore di esso. Ha affermato che occorre dare maggiore rilievo a una politica estera più umanitaria.
Non appena conosciamo i risultati delle elezioni generali nel Regno Unito del 2015, l'8 maggio, in cui i liberaldemocratici hanno conquistato solo otto seggi contro i cinquantasette dello scorso anno, Nick Clegg ha annunciato le sue dimissioni da leader del partito.

### Vice Primo Ministro

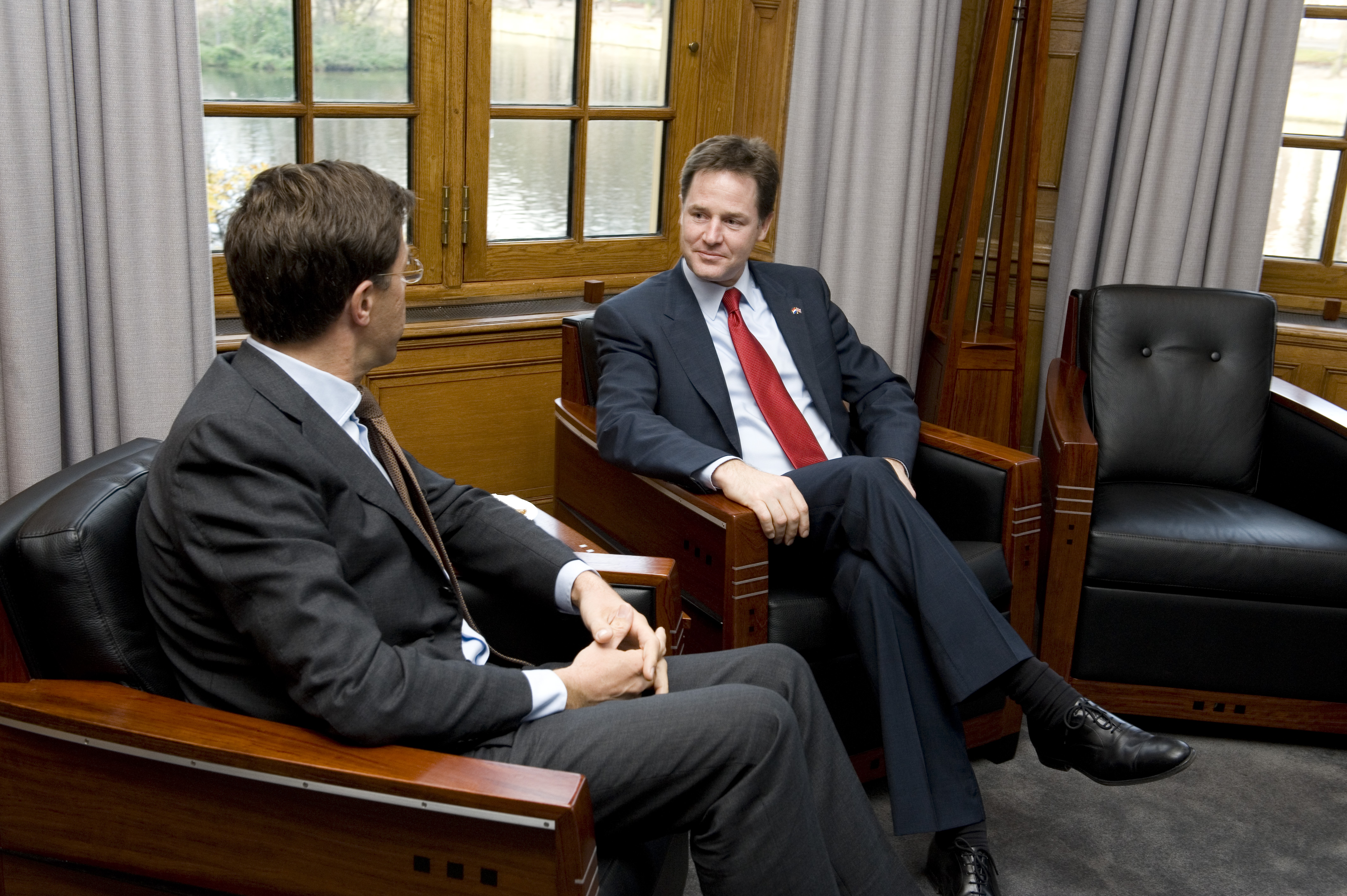
Clegg ricevuto da Mark Rutte (Primo ministro dei Paesi Bassi) nel 2010 a L'Aia.

Dopo il discreto successo nelle elezioni politiche del maggio 2010, Nick Clegg è stato nominato Vice Primo Ministro del Regno Unito nel governo guidato da David Cameron. Il partito Liberal Democratico entra infatti al governo in una coalizione con il Partito Conservatore, che ha avuto la maggioranza relativa alla Camera dei Comuni. Pochi giorni dopo il suo insediamento, Clegg è stato oggetto di durissime critiche, in particolare dal sindacato degli studenti inglesi, per aver votato a favore dell'aumento delle tasse universitarie nonostante, in campagna elettorale, si fosse battuto per lasciarle invariate e venendo per questo suo impegno votato in massa dal mondo studentesco. A seguito di questo, la personalità di Clegg ha avuto un tracollo immediato nei sondaggi e la stessa sorte è toccata al suo partito, travolto dalle critiche di inaffidabilità.

## Broadcasting e media
Dal gennaio 2013 Clegg ha presentato un programma radiofonico settimanale su LBC chiamato Call Clegg. Inizialmente trasmesso nell'area di Londra, il programma è diventato nazionale insieme a LBC nel febbraio 2014. Il programma è stato nominato per due Radio Academy Awards nel 2014.
Una trasmissione politica di partito in cui Clegg ha chiesto scusa per i liberaldemocratici che hanno infranto la promessa sulle tasse universitarie è stata remixata in una canzone, "Nick Clegg Says I'm Sorry" di The Poke e Alex Ross, e venduta su iTunes come singolo di beneficenza. La canzone è stata tracciata il 23 settembre 2012 al numero 143 nelle Official UK Singles Charts prima di salire a 104 la settimana seguente. Nella sua produzione del 2010 Dandelion Mind, il comico Bill Bailey ha cantato "Nick Clegg you don't have to wear that dress tonight, walk the streets for money, you don't have to sell your body to the right" (Nick Clegg, non devi indossare quel vestito stasera, camminare per le strade per soldi, non devi vendere il tuo corpo a destra) per le note di "Roxanne".

## Vita privata

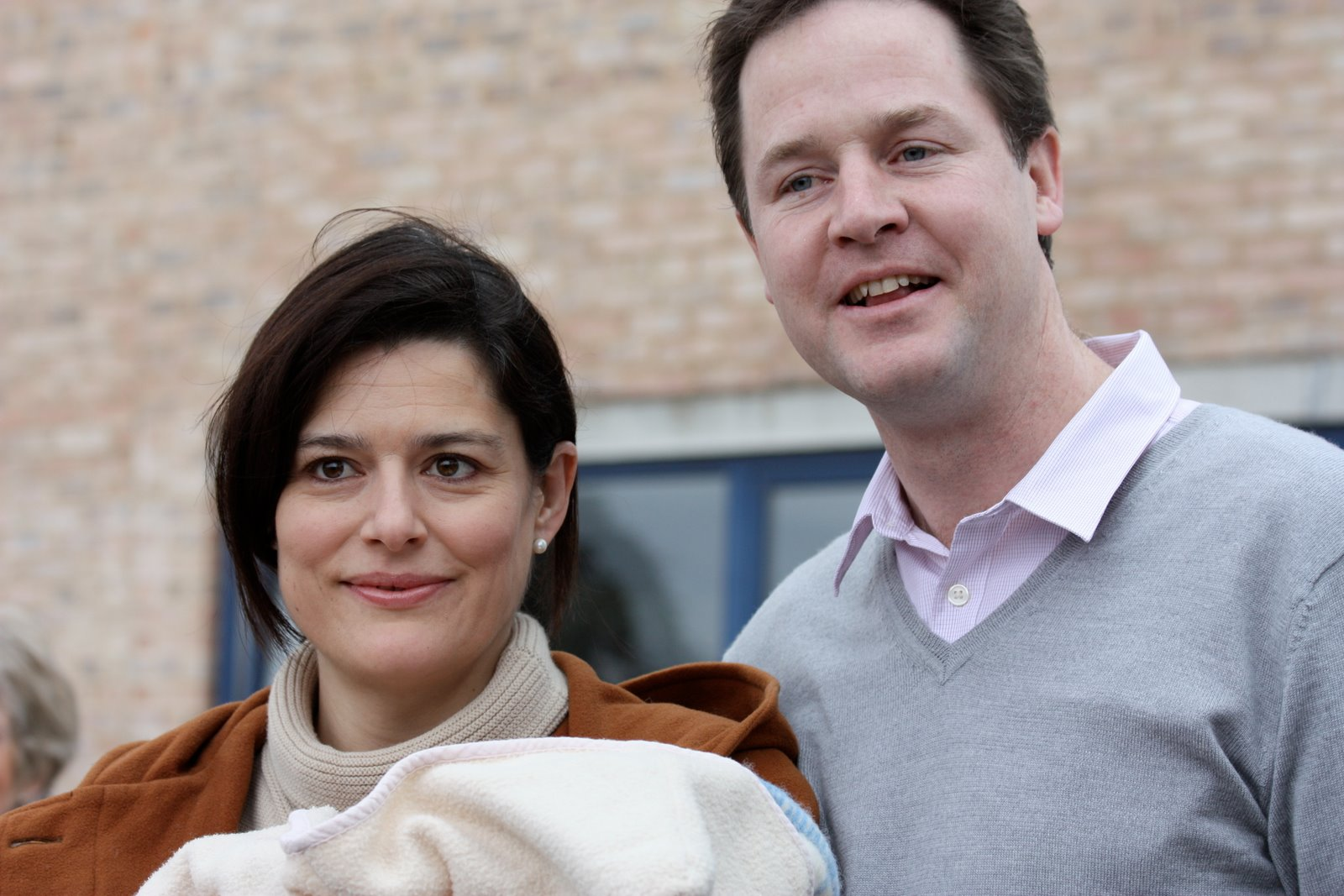
Clegg e sua moglie nel 2009.

Nel settembre 2000, Clegg sposò Miriam González Durántez, di Valladolid, in Spagna. Hanno tre figli. Mentre Clegg è ateo, definendosi non credente, sua moglie è cattolica e sta crescendo i loro figli da cattolici. Il 16 settembre 2010, durante la visita di Papa Benedetto XVI nel Regno Unito, Clegg partecipò all'accoglienza statale nel parco di Holyrood Palace e fu presentato al papa da Sua Maestà la Regina. Clegg si identifica come un femminista.
Clegg, in seguito all'incarico con Facebook, vive con la famiglia a Atherton, in California, dopo aver vissuto a Parkfields, Putney, nel sud-ovest di Londra. Ha anche una casa nel suo ex collegio elettorale vicino al Peak District, e spesso cammina con la moglie vicino a Stanage Edge, che descrive come "uno dei luoghi più romantici del mondo". Nel maggio 2010 Downing Street ha annunciato che Clegg e il Segretario degli Esteri William Hague avrebbero condiviso l'uso di Chevening, che in genere è la residenza ufficiale del Segretario degli Esteri del Regno Unito.
Quando apparve su Desert Island Discs nell'ottobre 2010, la sua scelta di dischi comprendeva Johnny Cash, Prince e Radiohead e il suo lusso era una "scorta di sigarette". In un'intervista dell'aprile 2011, Clegg ha dichiarato di aver affrontato le pressioni dell'ufficio politico leggendo i romanzi a tarda notte e "piange regolarmente con la musica". Sostiene l'Arsenal F.C.

### Opere
- Clegg, Nick (2000). Doing Less to Do More: A New Focus for the EU. Centre for European Reform. ISBN 978-1-901229-17-2. Extract Archiviato il 4 marzo 2016 in Internet Archive.
- Brack, Duncan and Clegg, Nick (2001). Trading for the Future: Reforming the WTO. Centre for Reform. ISBN 978-1-902622-27-9.
- Clegg, Nick (2002). "Restoring Legitimacy: Parliaments and the EU" in Ulrike Rüb (ed.) European governance: views from the UK on democracy, participation and policy-making in the EU, pp31–44. The Federal Trust for Education and Research. ISBN 978-1-903403-33-4.
- Grayson, Richard and Clegg, Nick (2002). Learning from Europe: lessons in education.
- Clegg, Nick (2009). The Liberal Moment Archiviato il 23 settembre 2015 in Internet Archive.. Demos. ISBN 978-1-906693-24-4.
- Alexander, Danny with forward by Clegg Nick (2010), Why Vote Liberal Democrat?. Biteback. ISBN 978-1-84954-021-6.
- Clegg, Nick (ed.) (2010). Change That Works for You: Liberal Democrat General Election Manifesto 2010: Building a Fairer Britain. Liberal Democrat Publications. ISBN 978-1-907046-19-3.
- Clegg, Nick (2016). Politics: Between the Extremes. The Bodley Head. ISBN 9781847924056

### Libri su Nick Clegg
- (2011) Nick Clegg: The Biography by Chris Bowers
- (2011) The Clegg Coup: Britain's First Coalition Government Since Lloyd George by Jasper Gerard
- (2011) The Cameron-Clegg Government: Coalition Politics in an Age of Austerity by Simon Lee and Matt Beech
- (2011) Dave and Nick: The Year of the Honeymoon by Ann Treneman